# Осада Прусы (1326)
Оса́да Пру́сы (или  Бурсы) — осада византийского города Пруса (Бурса) в Вифинии турками-османами в 1316—1326 годах. 
До этого византийцы сохраняли контроль над крепостью за счёт отсутствия у их противника опыта взятия крепостей штурмом. Падение Бурсы открыло османам дорогу на бывшую столицу Никейской империи Никею (1331 год) и Никомедию (1337 год). Потеряв надежду на спасение, вскоре после падения Прусы, османам сдался и Лопадий, который накануне поразило сильное зeмлетрясение.

## Осада
Когда в 1299 году вождь огузского племени Кайи Осман создал бейлик Османогуллары, он в том же году завладел крепостью Инегёль, что открыло ему путь к завоеванию Бурсы. Уже в 1302 году османские набеги вынудили жителей Вифинии искать укрытия в крепостях.
Город Пруса упорно сопротивлялся завоевателям: по разным источникам, осада продолжалась 8—10 лет. Но судьба города уже тогда была фактически предрешена, поскольку гора Малый Олимп (Улудаг или Кешишдаг, хребет Улудаг), откуда прекрасно просматривается Бурса, была занята турками в 1316 году. Успешному захвату помогло то, что ещё в 1308 году османы захватили в Мраморном море остров Имрали, хотя этот факт подвергается сомнению некоторыми историками. Там они якобы построили военно-морскую базу и с её помощью смогли сократить расстояние между осаждённым городом и своими владениями. На этом этапе османы были уже настолько уверены в своём превосходстве над греками, что c 1317 года начали чеканить монеты «Бурса».
Блокада не была поначалу слишком суровой: в 1318 митрополит Прусы всё же смог передать византийскому императору послание о скудеющих финансах города, для которого жизненно важной была торговля.
В 1321 году османы захватили порт Муданья, через который в Прусу поступал провиант из Европы. Вскоре пали Гемлик и Атронос (Орхание). Османы перевели свой военный лагерь в Пинарбаши. Следующие 5 лет османской блокады греческий город держался за счёт того, что платил туркам дань из некогда накопленных ресурсов своей казны. В конечном счёте, видя бесперспективность сопротивления, византийский текфур Сарос сдал город туркам 6 апреля 1326 года. Однако Осман-бей не дожил до завоевания, и Бурса сдалась его сыну Орхану Гази. Всем желающим жителям Бурсы было позволено за 30 000 золотых покинуть город, но большинство греков предпочло остаться. Пруса была первым крупным и при том довольно богатым (за счёт производства шелка) византийским городом (с населением около 30 000), попавшим в руки османов. Турки организовали здесь крупный базар, перенесли сюда свою столицу. Многие знатные греческие семьи Прусы перешли со временем в ислам и влились в ряды османского правящего класса. Город довольно быстро восстановил свою экономическую мощь и до 1376 года являлся столицей османского государства, после чего она была перенесена в Эдирне.

## Значение
Пол K. Дэвис пишет, что «захват Брусы сделал Османа I и его преемников главной силой в Малой Азии, создав основу для Османской империи.»